# بشت المدير (مسرحية)
بشت المدير، مسرحية كويتية تتكلم عن الفساد الإداري والاختلاسات المالية.
ألف المسرحية محمد الرشود و أخرجها نجف جمال ، و مثل في المسرحية عبد الرحمن العقل وعبد العزيز جاسم وطارق العلي وانتصار الشراح ومحمد العجيمي وعبد الناصر درويش وولد الديرة.